# Lee Perry

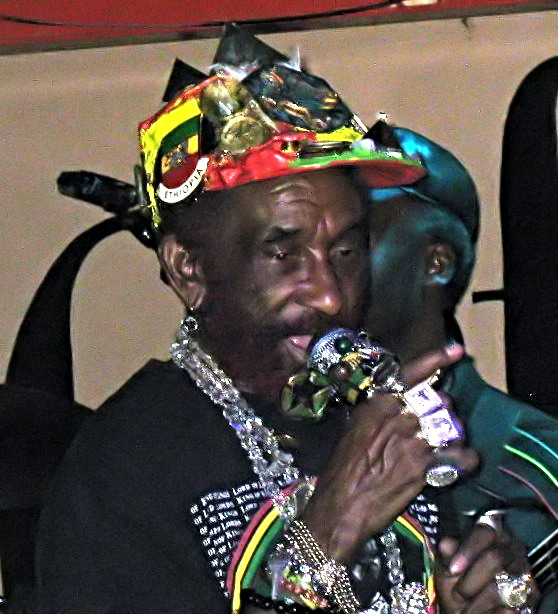
Lee Perry

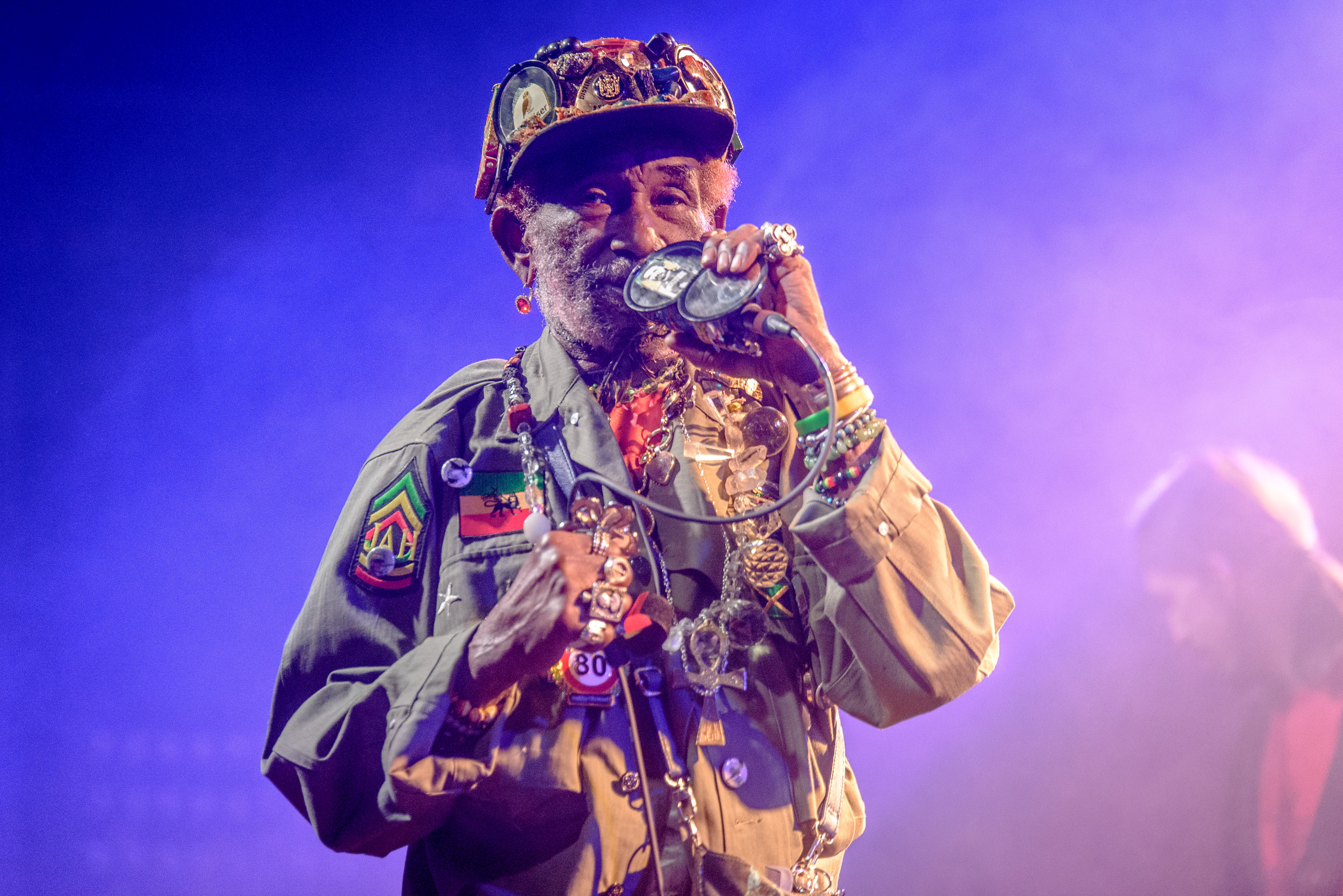
Live 2016

Rainford Hugh Lee "Scratch" Perry, ook bekend als The Upsetter en Pipecock Jackson (Kendal, 20 maart 1936 – Lucea, 29 augustus 2021) was een reggae-muzikant, zanger en producer uit Jamaica. 

## Levensloop
Zijn loopbaan begon eind jaren vijftig bij Studio One van Sir Coxsone Dodd waar hij werkte als manusje-van-alles en later als producer. Nadat hij bij Coxsone was vertrokken begon hij na een korte periode bij Joe Gibbs voor zichzelf. Aanvankelijk nam hij in diverse studio's platen op met een grote verscheidenheid aan artiesten, onder wie Bob Marley, begeleid door huisband The Upsetters. Op bas en drums speelden de gebroeders Barrett, die Perry later weer verruilden voor The Wailers van Bob Marley. In 1973 bouwde hij in de tuin van zijn huis in Kingston zijn eigen studio "The Black Ark", waar zijn genie tot volle ontwikkeling kwam. In de Ark nam hij in 1976 Heart of the Congos op, volgens sommigen een van de beste reggaeplaten aller tijden. Andere legendarische lp's uit The Ark zijn Junior Murvins Police And Thieves, Max Romeo's War Ina Babylon en The Heptones' Party Time, maar de bulk van de productie bestond uit (maxi)singles. De meeste zijn inmiddels verschenen op cd-compilaties. 
Iedereen die iets voorstelt in de reggaegeschiedenis heeft op zeker moment met Perry gewerkt. Het totaal aantal producties loopt in de vele honderden, verspreid over een enorme verscheidenheid aan labels. Tot overmaat van ramp verscheen ook een hele rij releases waar wel de naam Perry/Upsetter/Scratch/Black Ark op staat, maar die daar weinig tot niets mee te maken hebben, zoals het beruchte Black Ark In Dub. Het typische Ark-geluid bereikte Perry door het op elkaar stapelen van tracks, waarbij de ontstane ruis een geheel eigen rol ging spelen. Hij gebruikte daarvoor een TEAC 4-track recorder, plus de befaamde Echoplex en een Mutronphaser. De platen kregen extra gekte door het gebruik van afwijkende percussie als gebroken glas en vreemde voorwerpen als lege toiletrollen (het 'koeiengeloei' op Heart Of The Congos). Perry was bovendien de eerste die op een reggaeplaat een drumcomputer gebruikte.
Perry is vanaf het begin van zijn carrière actief als zanger, in 1968 scoorde hij zijn eerste hit met People Funny Boy, gericht tegen Gibbs. Een hoogtepunt in de reggaegeschiedenis is zijn in de Ark opgenomen lp Roast Fish, Corn Bread And Collieweed. Verder stond hij met platen als Blackboard Jungle (in samenwerking met King Tubby) aan de basis van het dubgenre.
Het rum- en cannabisgebruik, te weinig nachtrust en zijn vrouw die er met een zanger vandoor ging werden hem eind jaren zeventig te veel. Hij vertoonde vreemd gedrag zoals met een stift alle wanden van de Black Ark Studio vol te schrijven met Bijbelteksten en de overgebleven ruimte met kruisen op te vullen. De studio brandde in 1980 af. 
Perry belandde in Amsterdam en kwam in contact met de makers van het VPRO-radioprogramma Black Star Liner, met wie hij de lp Return Of Pipecock Jackson opnam. Vervolgens vertrok hij naar Londen, waar hij met Adrian Sherwood een aantal albums heeft gemaakt.
In 2010 verscheen het album Revelation. Op dit album werd Perry bijgestaan door onder anderen George Clinton en Keith Richards.
Later woonde Scratch ook in Zwitserland en had een Zwitserse vrouw die tevens zijn zaken regelde. Perry was nog lang actief, er zijn in de loop der jaren heel wat werken uitgekomen, waaronder het bekroonde Jamaican E.T. Hij nam nog lang veel platen op toerde met zijn Zwitserse begeleidingsband "The White Belly Rats", genoemd naar een Perry-track uit de Ark. Zijn zoon Omar is in de voetsporen van zijn vader getreden en treedt tegenwoordig ook op.
Hij miste zijn geboorteland en was er nog vaak te vinden, hij moest er zelfs blijven door ziekte. Perry overleed eind augustus 2021 in het Noel Holmes Hospital in Lucea (Jamaica) op 85-jarige leeftijd.
- Biblioteca Nacional de España: XX1065099
- Bibliothèque nationale de France: cb139287054 (data)
- Gemeinsame Normdatei: 123986273
- International Standard Name Identifier: 0000 0001 2022 8836
- Library of Congress Control Number: n88606779
- MusicBrainz: af75ebe4-3ab1-423d-a499-2a6f9d011ce2
- Nationale Bibliotheek van Tsjechië: xx0137231
- Nationale Bibliotheek van Israël: 987007449933705171
- Nederlandse Thesaurus van Auteursnamen: 100305156
- Système universitaire de documentation: 080565700
- Virtual International Authority File: 27254541
- WorldCat: E39PBJkD7Q7xTPpftD6cbh67pP